# 宮城県道170号鳴子停車場線
宮城県道170号鳴子停車場線（みやぎけんどう170ごう なるこていしゃじょうせん）は、宮城県大崎市のJR陸羽東線 鳴子温泉駅と国道47号とを結ぶ一般県道である。

## 路線概要
鳴子温泉の中心街を通る道路で、両側に温泉旅館が立ち並ぶ。
- 起点：鳴子温泉駅
- 終点：宮城県大崎市鳴子温泉新屋敷
- 実延長：772.0 m

## 通過する自治体
- 宮城県
  - 大崎市

## 接続する道路
- 国道47号
- 国道108号

## 周辺
- 大崎市役所 鳴子支所
- 鳴子郵便局